# 夏塘台东西古遗址
夏塘台东西古遗址，位于中国青海省祁连县扎麻什乡夏塘村，为青海省市县级文物保护单位，公布日期为1988年5月18日，类型为古遗址。
夏塘台东西古遗址的历史年代为卡约文化。